# Cot Teueng
Cot Teueng är ett berg i Indonesien.   Det ligger i provinsen Aceh, i den västra delen av landet, 1 800 km nordväst om huvudstaden Jakarta. Toppen på Cot Teueng är 631 meter över havet, eller 84 meter över den omgivande terrängen. Bredden vid basen är 0,62 km.
Terrängen runt Cot Teueng är varierad.Runt Cot Teueng är det ganska glesbefolkat, med 34 invånare per kvadratkilometer. I omgivningarna runt Cot Teueng växer i huvudsak städsegrön lövskog.